# Список прем'єр-міністрів Ірану
У статті подано Список прем'єр-міністрів Ірану від дати започаткування посади 1 травня 1907 року до моменту її ліквідації 3 серпня 1989.

## Партії
Позначення партій

## Список
| Ім'я                                                   | Ім'я                                                   | Портрет | Початок повноважень                                                                                             | Закінчення повноважень | Глава держави          |  |  |
| • Піднесена Держава Персія (1907—1925) •               |                                                        | | |                        |                        |  |  |
| 1                                                      | Мірза Насралла Хан                                     | | 1 серпня 1906                                                                                                   | 7 березня 1907         | Мозаффар ед-Дін-шах    |  |  |
| 1                                                      | Мірза Насралла Хан                                     | Очолював кабінет на момент смерті Мозаффара ед-Дін-шаха та сходження на престол Мухаммеда Алі Шаха 3 січня 1907 | Очолював кабінет на момент смерті Мозаффара ед-Дін-шаха та сходження на престол Мухаммеда Алі Шаха 3 січня 1907 | Мухаммед Алі Шах       |                        |  |  |
| 2                                                      | Солтан-Алі Вазір Афхам                                 | | 17 березня 1907                                                                                                 | Мухаммед Алі Шах       | 29 квітня 1907         |  |  |
| 3                                                      | Мірза Алі Ашгар Хан Амін аль-Солтан                    | | 4 травня 1907                                                                                                   | Мухаммед Алі Шах       | 31 серпня 1907         |  |  |
| 4                                                      | Ахмад Мошір аль-Салтанех (1-й кабінет)                 | | 16 вересня 1907                                                                                                 | Мухаммед Алі Шах       | 27 жовтня 1907         |  |  |
| 5                                                      | Абулкасим Насер аль-Мульк                              | | 27 жовтня 1907                                                                                                  | Мухаммед Алі Шах       | 21 грудня 1907         |  |  |
| 6                                                      | Хуссейн-Кулі Нізам аль-Салтанех Мафі                   | | 21 грудня 1907                                                                                                  | Мухаммед Алі Шах       | 28 січня 1908          |  |  |
| 7                                                      | Ахмад Мошір аль-Салтанех (2-й кабінет)                 | | 7 червня 1908                                                                                                   | Мухаммед Алі Шах       | 29 квітня 1909         |  |  |
| 8                                                      | Камран Мірза Наєб ес-Салтанех                          | | 29 квітня 1909                                                                                                  | Мухаммед Алі Шах       | 2 травня 1909          |  |  |
| 9                                                      | Джавад Саад аль-Даулі                                  | | 8 травня 1909                                                                                                   | Мухаммед Алі Шах       | 13 липня 1909          |  |  |
| Тимчасовий кабінет без глави уряду                     | Тимчасовий кабінет без глави уряду                     | Тимчасовий кабінет без глави уряду                                                                              | 17 липня 1909                                                                                                   | 30 вересня 1909        | Ахмад Шах Каджар       |  |  |
| 10                                                     | Мухаммед-Валі Хан Тонекабоні (1-й кабінет)             | | 30 вересня 1909                                                                                                 | 25 липня 1910          | Ахмад Шах Каджар       |  |  |
| 11                                                     | Мустафі аль-Мамалек (1-й кабінет)                      | | 25 липня 1910                                                                                                   | 12 березня 1911        | Ахмад Шах Каджар       |  |  |
| 12                                                     | Мухаммед-Валі Хан Тонекабоні (2-й кабінет)             | | 12 березня 1911                                                                                                 | 26 липня 1911          | Ахмад Шах Каджар       |  |  |
| 13                                                     | Саад ад-Даула (1-й кабінет)                            | | 26 липня 1911                                                                                                   | 1913                   | Ахмад Шах Каджар       |  |  |
| 14                                                     | Мухаммед-Алі Ала аль-Салтанех (1-й кабінет)            | | 18 січня 1913                                                                                                   | 16 серпня 1913         | Ахмад Шах Каджар       |  |  |
| 15                                                     | Мустафі аль-Мамалек (2-й кабінет)                      | | 17 серпня 1913                                                                                                  | 14 березня 1915        | Ахмад Шах Каджар       |  |  |
| 16                                                     | Хассан Пірнія (1-й кабінет)                            | | 14 березня 1915                                                                                                 | 1 травня 1915          | Ахмад Шах Каджар       |  |  |
| 17                                                     | Абдул Маджід Мірза (1-й кабінет)                       | | 1 травня 1915                                                                                                   | 18 серпня 1915         | Ахмад Шах Каджар       |  |  |
| 18                                                     | Мустафі аль-Мамалек (3-й кабінет)                      | | 18 серпня 1915                                                                                                  | 24 грудня 1915         | Ахмад Шах Каджар       |  |  |
| 19                                                     | Абдул-Хуссейн Мірза Фарманфарма                        | | 24 грудня 1915                                                                                                  | 29 лютого 1916         | Ахмад Шах Каджар       |  |  |
| 20                                                     | Мухаммед-Валі Хан Тонекабоні (3-й кабінет)             | | 5 березня 1916                                                                                                  | 29 серпня 1916         | Ахмад Шах Каджар       |  |  |
| 21                                                     | Воссуг ад-Даулі (1-й кабінет)                          | | 29 серпня 1916                                                                                                  | 5 червня 1917          | Ахмад Шах Каджар       |  |  |
| 22                                                     | Мухаммед-Алі Ала аль-Салтанех (2-й кабінет)            | | 5 червня 1917                                                                                                   | 21 листопада 1917      | Ахмад Шах Каджар       |  |  |
| 23                                                     | Абдул Маджід Мірза (2-й кабінет)                       | | 21 листопада 1917                                                                                               | 16 січня 1918          | Ахмад Шах Каджар       |  |  |
| 24                                                     | Мустафі аль-Мамалек (4-й кабінет)                      | | 16 січня 1918                                                                                                   | 1 травня 1918          | Ахмад Шах Каджар       |  |  |
| 25                                                     | Саад ад-Даула (2-й кабінет)                            | | 1 травня 1918                                                                                                   | 8 серпня 1918          | Ахмад Шах Каджар       |  |  |
| 26                                                     | Воссуг ад-Даулі (2-й кабінет)                          | | 8 серпня 1918                                                                                                   | 3 липня 1920           | Ахмад Шах Каджар       |  |  |
| 26                                                     | Воссуг ад-Даулі (2-й кабінет)                          | | 8 серпня 1918                                                                                                   | 3 липня 1920           | Ахмад Шах Каджар       |  |  |
| 27                                                     | Хассан Пірнія (2-й кабінет)                            | | 3 липня 1920 | 27 жовтня 1920         | Ахмад Шах Каджар       |  |  |
| 28                                                     | Фатулла Хан Акбар                                      | | 27 жовтня 1920                                                                                                  | 22 лютого 1921         | Ахмад Шах Каджар       |  |  |
| 29                                                     | Зіяеддін Табатабаї                                     | | 24 лютого 1921                                                                                                  | 4 червня 1921          | Ахмад Шах Каджар       |  |  |
| 30                                                     | Ахмад Кавам (1-й кабінет)                              | | 4 червня 1921                                                                                                   | 21 січня 1922          | Ахмад Шах Каджар       |  |  |
| 31                                                     | Хассан Пірнія (3-й кабінет)                            | | 21 січня 1922                                                                                                   | 22 червня 1922         | Ахмад Шах Каджар       |  |  |
| 32                                                     | Ахмад Кавам (2-й кабінет)                              | | 22 червня 1922                                                                                                  | 15 лютого 1923         | Ахмад Шах Каджар       |  |  |
| 33                                                     | Мустафі аль-Мамалек (5-й кабінет)                      | | 15 лютого 1923                                                                                                  | 15 червня 1923         | Ахмад Шах Каджар       |  |  |
| 34                                                     | Хассан Пірнія (4-й кабінет)                            | | 15 червня 1923                                                                                                  | 26 жовтня 1923         | Ахмад Шах Каджар       |  |  |
| 35                                                     | Реза Шах Пахлаві                                       | | 26 жовтня 1923                                                                                                  | 12 грудня 1925         | Ахмад Шах Каджар       |  |  |
| • Імперська Держава Іран (1925—1979) •                 |                                                        | | |                        |                        |  |  |
| —                                                      | Мухаммед-Алі Форугі в. о.                              | | 12 грудня 1925                                                                                                  | 13 червня 1926         | Реза Шах Пахлаві       |  |  |
| 36                                                     | Мустафі аль-Мамалек (6-й кабінет)                      | | 13 червня 1926                                                                                                  | 2 червня 1927          | Реза Шах Пахлаві       |  |  |
| 37                                                     | Мегді Кулі Гедаят                                      | | 2 червня 1927                                                                                                   | 18 вересня 1933        | Реза Шах Пахлаві       |  |  |
| 37                                                     | Мегді Кулі Гедаят                                      | | 2 червня 1927                                                                                                   | 18 вересня 1933        | Реза Шах Пахлаві       |  |  |
| 38                                                     | Мухаммед-Алі Форугі (1-й кабінет)                      | | 18 вересня 1933                                                                                                 | 3 грудня 1935          | Реза Шах Пахлаві       |  |  |
| 39                                                     | Махмуд Джам                                            | | 3 грудня 1935                                                                                                   | 26 жовтня 1939         | Реза Шах Пахлаві       |  |  |
| 40                                                     | Ахмад Матін-Дафтарі                                    | | 26 жовтня 1939                                                                                                  | 26 червня 1940         | Реза Шах Пахлаві       |  |  |
| 41                                                     | Алі Мансур (1-й кабінет)                               | | 26 червня 1940                                                                                                  | 27 серпня 1941         | Реза Шах Пахлаві       |  |  |
| 42                                                     | Мухаммед-Алі Форугі (2-й кабінет)                      | | 27 серпня 1941                                                                                                  | 9 березня 1942         | Мохаммед Реза Пахлаві  |  |  |
| 43                                                     | Алі Согейлі (1-й кабінет)                              | | 9 березня 1942                                                                                                  | 9 серпня 1942          | Мохаммед Реза Пахлаві  |  |  |
| 44                                                     | Ахмад Кавам (3-й кабінет)                              | | 9 серпня 1942                                                                                                   | 15 лютого 1943         | Мохаммед Реза Пахлаві  |  |  |
| 45                                                     | Алі Согейлі (2-й кабінет)                              | | 15 лютого 1943                                                                                                  | 6 квітня 1944          | Мохаммед Реза Пахлаві  |  |  |
| 46                                                     | Мухаммед Саєд (1-й кабінет)                            | | 6 квітня 1944                                                                                                   | 25 листопада 1944      | Мохаммед Реза Пахлаві  |  |  |
| 47                                                     | Мортеза-Кулі Баят                                      | | 25 листопада 1944                                                                                               | 13 травня 1945         | Мохаммед Реза Пахлаві  |  |  |
| 48                                                     | Ібрагім Хакімі (1-й кабінет)                           | | 13 травня 1945                                                                                                  | 6 червня 1945          | Мохаммед Реза Пахлаві  |  |  |
| 49                                                     | Мохсен Садр                                            | | 6 червня 1945                                                                                                   | 30 жовтня 1945         | Мохаммед Реза Пахлаві  |  |  |
| 50                                                     | Ібрагім Хакімі (2-й кабінет)                           | | 30 жовтня 1945                                                                                                  | 28 січня 1946          | Мохаммед Реза Пахлаві  |  |  |
| 51                                                     | Ахмад Кавам (4-й кабінет)                              | | 28 січня 1946                                                                                                   | 18 грудня 1947         | Мохаммед Реза Пахлаві  |  |  |
| 51                                                     | Ахмад Кавам (4-й кабінет)                              | | 28 січня 1946                                                                                                   | 18 грудня 1947         | Мохаммед Реза Пахлаві  |  |  |
| 52                                                     | Мухаммед-Реза Хекмат                                   | | 18 грудня 1947                                                                                                  | 29 грудня 1947         | Мохаммед Реза Пахлаві  |  |  |
| 53                                                     | Ібрагім Хакімі (3-й кабінет)                           | | 29 грудня 1947                                                                                                  | 13 червня 1948         | Мохаммед Реза Пахлаві  |  |  |
| 54                                                     | Абдулхуссейн Гажир                                     | | 13 червня 1948                                                                                                  | 9 листопада 1948       | Мохаммед Реза Пахлаві  |  |  |
| 55                                                     | Мухаммед Саєд (2-й кабінет)                            | | 9 листопада 1948                                                                                                | 23 березня 1950        | Мохаммед Реза Пахлаві  |  |  |
| 56                                                     | Алі Мансур (2-й кабінет)                               | | 23 березня 1950                                                                                                 | 26 червня 1950         | Мохаммед Реза Пахлаві  |  |  |
| 57                                                     | Хадж Алі Размара                                       | | 26 червня 1950                                                                                                  | 7 березня 1951         | Мохаммед Реза Пахлаві  |  |  |
| —                                                      | Халіл Фагімі в. о.                                     | | 7 березня 1951                                                                                                  | 12 березня 1951        | Мохаммед Реза Пахлаві  |  |  |
| 58                                                     | Хуссейн Ала (1-й кабінет)                              | | 12 березня 1951                                                                                                 | 27 квітня 1951         | Мохаммед Реза Пахлаві  |  |  |
| 59                                                     | Мохаммед Мосаддик (1-й кабінет)                        | | 28 квітня 1951                                                                                                  | 17 липня 1952          | Мохаммед Реза Пахлаві  |  |  |
| 60                                                     | Ахмад Кавам (5-й кабінет)                              | | 17 липня 1952                                                                                                   | 22 липня 1952          | Мохаммед Реза Пахлаві  |  |  |
| 61                                                     | Мохаммед Мосаддик (2-й кабінет)                        | | 22 липня 1952                                                                                                   | 19 серпня 1953         | Мохаммед Реза Пахлаві  |  |  |
| 62                                                     | Фазлолла Загеді                                        | | 19 серпня 1953                                                                                                  | 7 квітня 1955          | Мохаммед Реза Пахлаві  |  |  |
| 63                                                     | Хуссейн Ала (2-й кабінет)                              | | 7 квітня 1955                                                                                                   | 3 квітня 1957          | Мохаммед Реза Пахлаві  |  |  |
| 64                                                     | Манучегр Еґбал                                         | | 3 квітня 1957                                                                                                   | 31 серпня 1960         | Мохаммед Реза Пахлаві  |  |  |
| 65                                                     | Джафар Шариф-Емамі (1-й кабінет)                       | | 31 серпня 1960                                                                                                  | 5 травня 1961          | Мохаммед Реза Пахлаві  |  |  |
| 66                                                     | Алі Аміні                                              | | 5 травня 1961                                                                                                   | 19 липня 1962          | Мохаммед Реза Пахлаві  |  |  |
| 67                                                     | Асадолла Алам                                          | | 19 липня 1962                                                                                                   | 7 березня 1964         | Мохаммед Реза Пахлаві  |  |  |
| 68                                                     | Хассан-Алі Мансур                                      | | 7 березня 1964                                                                                                  | 26 січня 1965          | Мохаммед Реза Пахлаві  |  |  |
| 69                                                     | Амір-Аббас Говейда                                     | | 26 січня 1965                                                                                                   | 7 серпня 1977          | Мохаммед Реза Пахлаві  |  |  |
| 69                                                     | Амір-Аббас Говейда                                     | | 26 січня 1965                                                                                                   | 7 серпня 1977          | Мохаммед Реза Пахлаві  |  |  |
| 70                                                     | Джамшид Амузеґар                                       | | 7 серпня 1977                                                                                                   | 27 серпня 1978         | Мохаммед Реза Пахлаві  |  |  |
| 71                                                     | Джафар Шариф-Емамі (2-й кабінет)                       | | 27 серпня 1978                                                                                                  | 6 листопада 1978       | Мохаммед Реза Пахлаві  |  |  |
| 71                                                     | Джафар Шариф-Емамі (2-й кабінет)                       | | 27 серпня 1978                                                                                                  | 6 листопада 1978       | Мохаммед Реза Пахлаві  |  |  |
| 72                                                     | Голам Реза Азгарі                                      | | 6 листопада 1978                                                                                                | 4 січня 1979           | Мохаммед Реза Пахлаві  |  |  |
| 73                                                     | Шапур Бахтіяр                                          | | 4 січня 1979 | 11 лютого 1979         | Мохаммед Реза Пахлаві  |  |  |
| • Ісламська Республіка Іран (від 1979) •               |                                                        | | |                        |                        |  |  |
| 74                                                     | Мегді Базарґан                                         | | 4 лютого 1979                                                                                                   | 6 листопада 1979       | Рухолла Мусаві Хомейні |  |  |
| Рада Ісламської революції (лідер: Абольхасан Банісадр) | Рада Ісламської революції (лідер: Абольхасан Банісадр) | Рада Ісламської революції (лідер: Абольхасан Банісадр)                                                          | 6 листопада 1979                                                                                                | 12 серпня 1980         | Рухолла Мусаві Хомейні |  |  |
| 75                                                     | Мохаммад Алі Раджаї                                    | | 12 серпня 1980                                                                                                  | 4 серпня 1981          | Рухолла Мусаві Хомейні |  |  |
| 76                                                     | Мухаммед-Джавад Багонар                                | | 4 серпня 1981                                                                                                   | 30 серпня 1981         | Рухолла Мусаві Хомейні |  |  |
| -                                                      | Мухаммед-Реза Махдаві Кані в. о.                       | | 2 вересня 1981                                                                                                  | 31 жовтня 1981         | Рухолла Мусаві Хомейні |  |  |
| 77                                                     | Мір-Хоссейн Мусаві                                     | | 31 жовтня 1981                                                                                                  | 14 серпня 1989         | Рухолла Мусаві Хомейні |  |  |
| 77                                                     | Мір-Хоссейн Мусаві                                     | Алі Хаменеї | 31 жовтня 1981                                                                                                  | 14 серпня 1989         |                        |  |  |
| Посаду ліквідовано від 14 серпня 1989                  |                                                        | | |                        |                        |  |  |